# Plantago bigelovii
Plantago bigelovii är en grobladsväxtart som beskrevs av Samuel Frederick Gray. Plantago bigelovii ingår i släktet kämpar, och familjen grobladsväxter.

## Underarter
Arten delas in i följande underarter:
- P. b. bigelovii
- P. b. californica